# Gualtiero Padovano
Gualtiero Padovano, nome d'arte di Gualtiero Dall'Arzere (Padova, 1510 circa – Padova, 1552), è stato un pittore italiano.

## Biografia
Di Gualtiero Dall'Arzere detto Padovano si sa ben poco. È accertato che verso il 1537 la confraternita padovana di San Rocco affida a Gualtiero, a Stefano Dall'Arzere e a Domenico Campagnola la decorazione delle sale interne dell'oratorio di San Rocco costruito a partire dal 1525.
L'ultima attività documentata è la decorazione ad affresco, assieme a Giovanni Battista Zelotti e Battista del Moro alcune sale della palladiana villa Godi Malinverni a Lugo di Vicenza (VI) e più precisamente la "Sala del Putto", la "Sala dei Trionfi", la "Sala dei Cesari" e la "Sala dei Sacrifici".